# Phương ngữ Briga
Briga là một phương ngữ của Tiếng Liguria. Nó được nói ở Ý, và Pháp.

## Khu vực sử dụng
Phương ngữ Briga được nói ở La Brigue (Pháp) và Briga Moss (Ý) và một số làng của các xã Ormea và Triora. Nó rất gần với phương ngữ Royasc.

## Lịch sử
Kể từ trướcthời kỳ phục Hưng ngôn ngữ Liguria đã được nói ở tất cả những vùng lãnh thổ của cộng Hòa Genova: Trong vùng phía tây của cộng hoà này, một vùng (chủ yếu ở bờ biển giữa Monaco và Sanremo) đã nói Intemelio.
Ngôn ngữ nói trong các ngọn núi quanh Briga được gọi là phương ngữ Briga và có một số ảnh hưởng đến từ Tiếng Occitan.

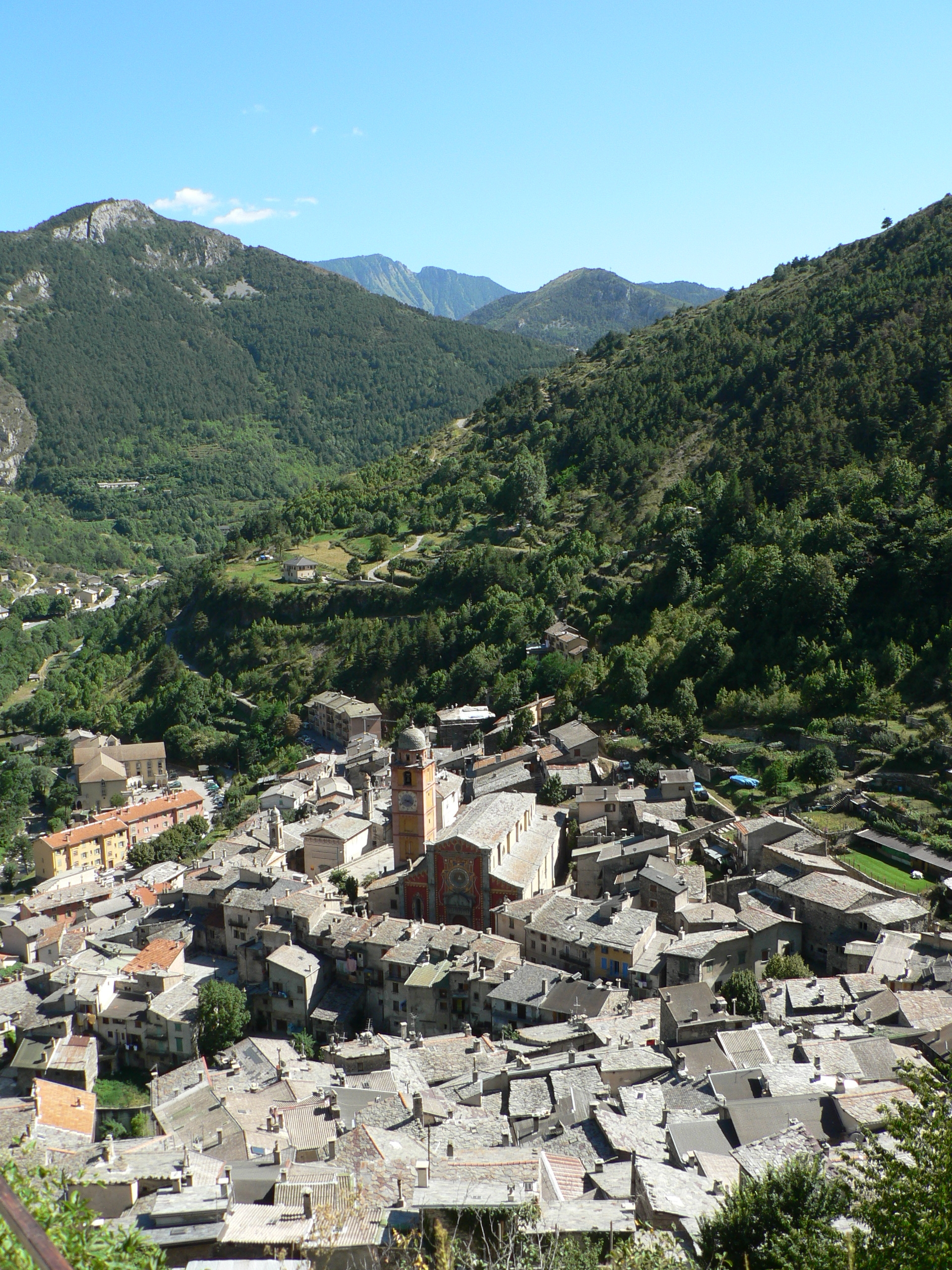
Tende là một trong những khu vực núi cao, nơi Briga vẫn còn được sử dụng

## Một số từ trong Briga
| Tiếng Occitan      | Phương ngữ Briga     | Tiếng Ligurian     | Tiếng Ý       |
| ------------------ | -------------------- | ------------------ | ------------- |
| labrena            | labrena / cansëneštr | salamandra         | salamandra    |
| lhauç              | jlaus o žlaus        | lampu              | lampo         |
| besson, gemel      | binèe                | binélu             | gemello       |
| grolla             | causée/cuusée        | scarpa             | scarpa        |
| faudilh, faudal    | fudìi                | scussà             | grembiule     |
| ren                | ren                  | ninte - nièn       | niente        |
| quauquarren        | cücren               | cuarcosa - carcosa | qualcosa      |
| luenh              | lögn                 | luntàn             | lontano       |
| a raitz            | arè                  | du tüttu           | completamente |
| Deineal, Chalendas | Dëneàa               | natale - neà       | Natale        |
| bealera            | beàa/bearera         | béu                | canaletto     |
| agulha             | agüglia/agüya        | aguggia            | ago           |
| mai                | ciü - mai            | ciü                | più           |
| c(l)han, pl(h)an   | cian                 | cian               | piano         |
| fl(h)or            | sciu(u)              | sciùa              | fiore         |
| cl(h)au            | ciau                 | ciave              | chiave        |
| uelh               | ögl/öy               | öggiu              | occhio        |
| pont               | pont                 | punte              | ponte         |
| pòrc               | porc                 | porcu              | maiale        |
| muralha, mur       | muragn               | meàia              | muro          |
| escoba             | dëvìa                | spasùia            | scopa         |
| sentièr            | dëraira              | senté              | sentiero      |
| fea, feia          | fea                  | pégua              | pecora        |
| abelha             | abeglia/abeya        | ava                | ape           |
| aret               | aré                  | mutòn/muntun       | montone       |
| volp, rainard      | vurp / rinard        | gurpe              | volpe         |
| singlar            | sëngriée             | cinghiale          | cinghiale     |
| ruaa               | ruà                  | burgà              | borgata       |
| femna, molher      | femna                | muié/dona          | moglie        |
| òme                | om                   | maìu               | marito        |
| marrit, chaitiu    | marì                 | gramu              | cattivo       |